# No Such Thing
“No Such Thing” é o primeiro single de John Mayer. Foi lançado em abril de 2002 como o primeiro single do seu álbum Room for Squares. Como muitas das canções da carreira musical de Mayer, a música foi co-escrita com Clay Cook. A mesma foi usada no episódio 15 da primeira temporada da telessérie Alias. Foi o grande sucesso de Mayer, alcançando o número 13 na Billboard Hot 100, e se tornando sua música mais bem sucedida até "Say" atingir o número 12 em 2007.

## Vídeo musical
O vídeo promocional da canção foi lançado no site oficial da Mayer. A VH1 escolheu o vídeo para a promoção Inside Track, uma seleção que apoia artistas emergentes. O videoclipe oficial foi lançado em 2 de outubro de 2009 no YouTube. A partir de 4 de janeiro de 2019, o vídeo gerou mais de 12 milhões de visualizações.
Dirigido por Sam Erickson, é uma peça de performance de Mayer cantando a música para uma plateia no Georgia Theatre, em Athens, Geórgia.

## Recepção da critica
Haley Jones, que era assistente do PD da KFOG San Francisco - uma das primeiras estações a tocar a música, disse: “Parece ótimo no rádio”. A Billboard disse sobre os vocais, letras e melodia da música, "O que não é amar?"

## Desempenho comercial
Nos Estados Unidos, “No Such Thing” alcançou o número 13 na Billboard Hot 100 e também fez aparições em outras quatro paradas da Billboard; seu pico mais alto foi no gráfico Triple A, onde a música alcançou o número um. A canção foi o single de maior escalação de Mayer nos Estados Unidos até 2008, quando “Say” superou o pico de "No Such Thing" em um ponto, atingindo o número 12.

## Lista de faixas
| N.º | Título                                                               | Duração |  |
| 1.  | "No Such Thing"                                                      | 3:51    |  |
| 2.  | "My Stupid Mouth"                                                    | 3:45    |  |
| 3.  | "Lenny" (Live at the X Lounge) (Cover de Stevie Ray Vaughan)         |         |  |
| 4.  | "The Wind Cries Mary" (Live at the X Lounge) (Cover de Jimi Hendrix) |         |  |